# Enzo Scifo
Vincenzo "Enzo" Scifo (född 19 februari 1966) är en belgisk före detta fotbollsspelare som nu är tränare.
Hans föräldrar kom från Italien. 1980, då han var fjorton år, bytte han lag till storklubben Anderlecht och han seniordebuterade 1983. 1984 skedde hans landslagsdebut, mot Jugoslavien. 1986 togs han ut i det belgiska VM-laget som åkte till VM i Mexiko där han gjorde ett mål i gruppspelet. 
1987 flyttade han till Inter, men där lyckades han inte alls speciellt bra och han såldes till franska Bordeaux 1989. 1990 spelade han VM i Italien och ansågs vara en av de bästa spelarna i turneringen. 1991 kom han tillbaka till Italien och Torino, där han stannade i två år, innan han flyttade tillbaka till Frankrike. 1997 var han tillbaka i Anderlecht, klubben han lämnat 10 år tidigare. Karriären slutade år 2000 och nu tränat han AFC Tubize i den belgiska andra-divisionen. Sedan föregående säsongen tog över han Excelsior Mouscron och nu lyckades sju plats efter första rundan. 
Förutom de ovan nämnda VM-tureringarna deltog han 1994 i USA och 1998 i Frankrike.
Totalt spelade han 84 landskamper och gjorde 18 mål.